# Streptanthus
Streptanthus é um género botânico pertencente à família Brassicaceae.